# Hainan Airlines

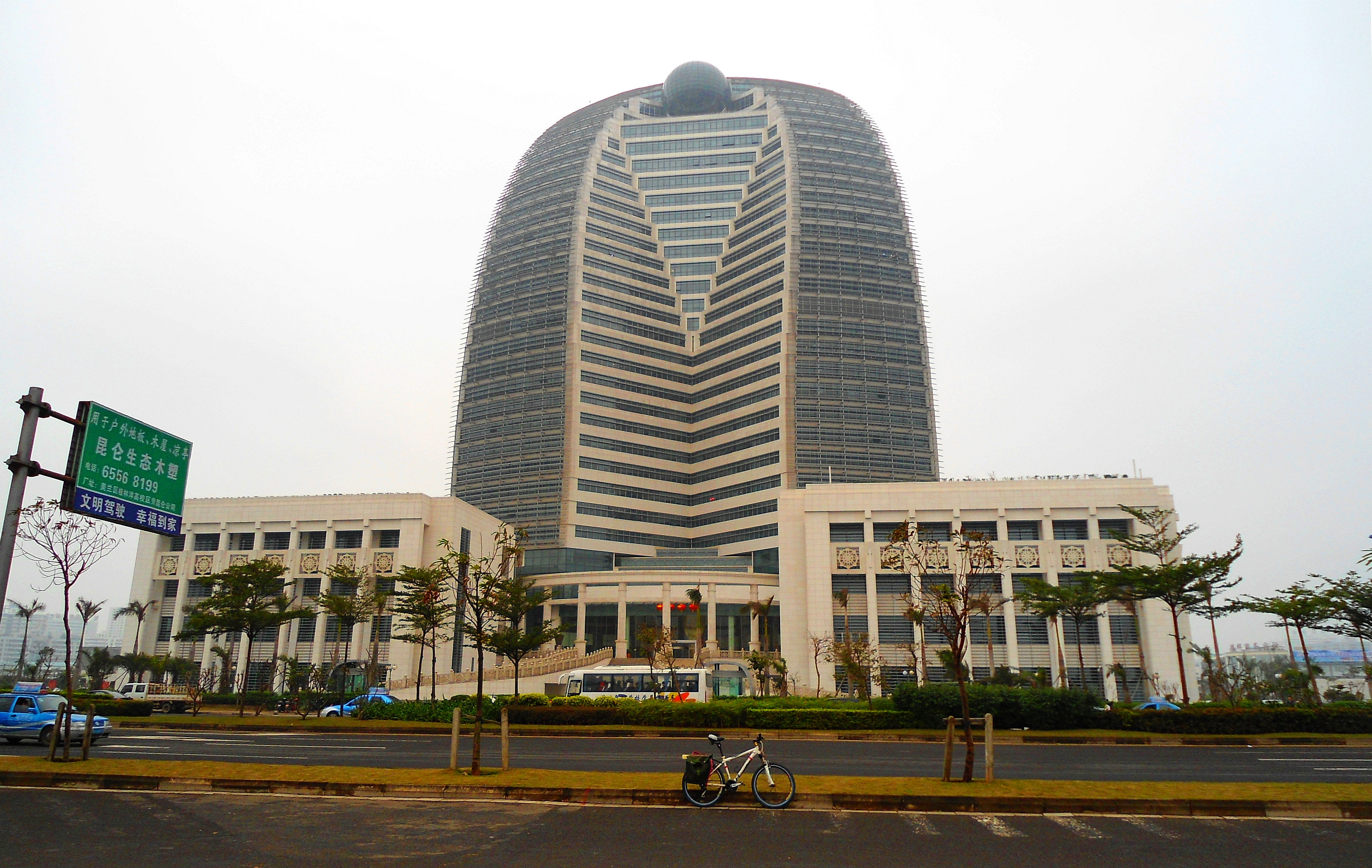
Штаб-квартиры Hainan Airlines и HNA Group

Hainan Airlines Company Limited (HNA), действующая как Hainan Airlines, (SSE: 600221) (кит.: 海南航空公司; пиньинь: Hǎinán Hángkōng Gōngsī) — китайская авиакомпания со штаб-квартирой в Хайкоу (Хайнань). Крупнейшая частная авиакомпания страны, занимающая четвёртое место в Китае по размеру воздушного парка. Входит в конгломерат HNA Group.
Hainan Airlines выполняет регулярные внутренние и международные рейсы, вместе с чартерными перевозками имеет около 500 пунктов назначения из Хайнаня и девяти аэропортов материкового Китая. Портом приписки авиакомпании и её главным транзитным узлом (хабом) является международный аэропорт Хайкоу, в качестве ещё одного главного хаба перевозчик использует пекинский международный аэропорт Шоуду.
В 2012 году Hainan Airlines второй раз подряд получила от британского рейтингового агентства Skytrax наивысшую пятизвёздочную оценку, войдя в список из семи авиакомпаний мира с данным баллом. 
Такой результат стал традиционным для авиакомпании: 14 раз подряд с 2011 по 2025 год  Hainan Airlines получала пятизвёздочную оценку. В 2025 году авиакомпания заняла десятое место в рейтинге Skytrax, и победила в номинации "Лучшая авиакомпания Китая".

## Изменение названия на Grand China Air
30 ноября 2007 четыре авиакомпании, Hainan Airlines, Shanxi Airlines, Chang'an Airlines и China Xinhua Airlines объединились в Grand China Air (大新華航空), которая стала четвёртой по размеру флота авиакомпанией Китая. Grand China Air принадлежит недавно созданной холдинговой компании Grand China Airlines Holding CO, которая принадлежит властям привинции Хайнань (48,6 %), Джорджу Соросу (18,6 %) и HNA Group (32,8 %).

## История
Авиакомпания была создана в октябре 1989 под названием Hainan Province Airlines. Она была переименована в Hainan Airlines и стала первым акционерным предприятием воздушного транспорта Китая в январе 1993 года, регулярные рейсы начала 2 мая того же года. Бизнес-джет Bombardier Learjet 55 появился в апреле 1995. В 1998 году Hainan Airlines стала первым китайским перевозчиком, который приобрёл долю в аэропорту, 25 % в Международном аэропорту Хайкоу Мэйлань. Hainan Airlines имела штат 9102 человек на март 2007.
Материнская компания — HNA Group. Созданная в 2000 году, HNA Group является акционером других авиакомпаний: Shanxi Airlines (92,51 %), Chang'an Airlines (73,51 %), China Xinhua Airlines (60 %), Lucky Air, Deer Jet, Shilin Airlines (48,9 %) Grand China Express Air (20 %), Yangtze River Express, Hong Kong Airlines (45 %) и Hong Kong Express (45 %).
HNA group, которая частично принадлежит Джорджу Соросу, планирует продать Changjiang Leasing (связанной с ней компании) и взять обратно в лизинг на шесть лет четыре самолёта Boeing 737—800 стоимостью 220 млн долл. с целью сокращения долгов. Hainan Airlines также передаст в лизинг пять Fairchild Dornier 328 другой связанной авиакомпании, Grand China Express Air, а также переведёт туда 230 сотрудников.
Hainan Airlines открыла рейс Пекин-Сиэтл 9 июня 2008. Это первое североамериканское назначение авиакомпании. С 2009 года открыт рейс Пекин - Чикаго. 28 апреля 2016 года компания совершила первый полёт по новому рейсу Пекин—Тель-Авив.
В 2016 году авиакомпания Hainan Airlines приобрела 23,7% акций авиакомпании Azul Brazilian Airlines.

## Флот

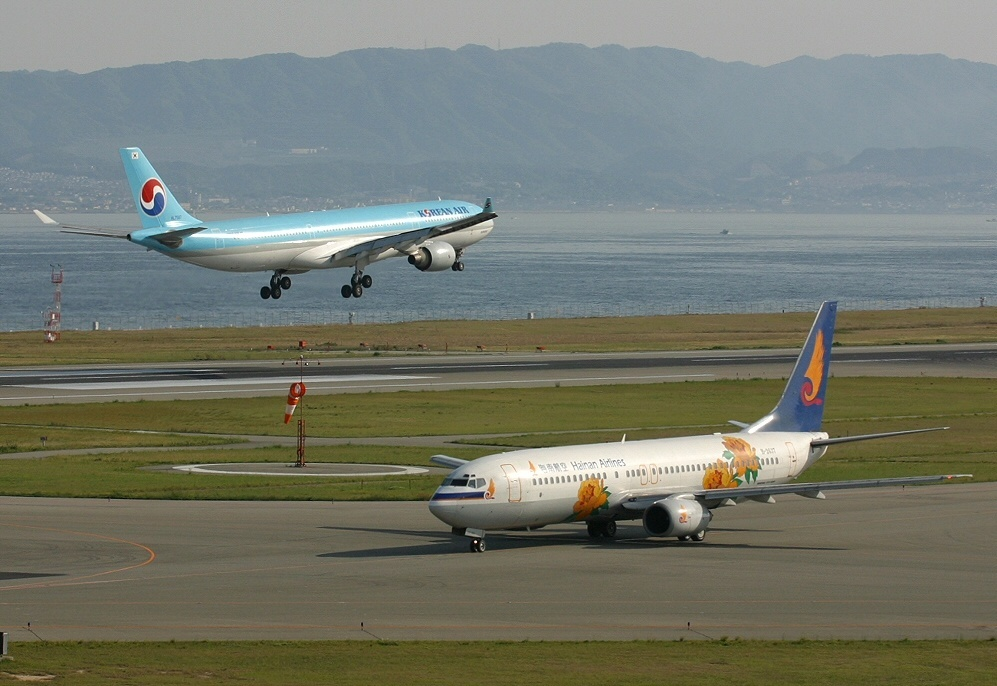
Boeing B737-86N (регистрационный B-2637) авиакомпании Hainan Airlines на рулении в международном аэропорту Кансай

В июле 2021 года воздушный флот авиакомпании Hainan Airlines составляли следующие самолёты (средний возраст судов — 6,8 лет):

## Кодшеринговые соглашения
В конце 2016 года Hainan Airlines имела код-шеринговые соглашения со следующими авиакомпаниями:
- Aegean Airlines[10]
- Air Serbia
- Alitalia
- Alaska Airlines
- American Airlines
- Azul Brazilian Airlines
- Beijing Capital Airlines
- Brussels Airlines
- Czech Airlines
- Etihad Airways
- EVA Air
- Grand China Air
- GX Airlines
- Hong Kong Airlines
- Iberia[11]
- Korean Air
- S7 Airlines
- Suparna Airlines
- Tianjin Airlines
- Uni Air
- WestJet
- Virgin Australia[12]

Действуют интерлайн-соглашения с авиакомпаниями Alaska Airlines/Horizon Air, Frontier Airlines и United Airlines (Star Alliance).